# Íngrid Hernández
Ingrid Johana Hernández Castillo (Bogotá, 29 de noviembre de 1988) es una atleta colombiana especialista en la disciplina de 20 000 m marcha. Es psicóloga de profesión.
Recibió la medalla de bronce en su especialidad en los Juegos Panamericanos de 2011 realizados en Guadalajara. A nivel sudamericano, ha recibido la medalla de oro en el Campeonato Sudamericano de Atletismo realizado en Buenos Aires el año 2011, instancia en la que el 5 de junio de 2001, con un tiempo de 1h32min09s4, marcó la actual plusmarca sudamericana en su especialidad; además, recibió la medalla de plata en Campeonato Sudamericano de Marcha realizado en Ecuador el 2012.
Ha representado a su país en diversas competencias internacionales, entre las que se encuentra los Juegos Olímpicos de Londres 2012.
Su entrenador es Giovanni Castro.